# Tasmodorbis punctatus
Tasmodorbis punctatus är en snäckart som beskrevs av Winston F. Ponder och Avern 2000. Tasmodorbis punctatus ingår i släktet Tasmodorbis och familjen Glacidorbidae. Inga underarter finns listade i Catalogue of Life.